# Andrea Maturana
Andrea Maturana, née en 1969 à Santiago du Chili, est une écrivaine chilienne.

## Œuvres
- Nuevos cuentos eróticos (1991)
- « Verde en el borde », in Mariano Aguirre, Los pecados capitales (1993)
- (Des) encuentros (des) esperados (1992)
- El daño (1997)
- No decir (2006)

### Traductions françaises
- « Au fond de la cour », traduction de Eduardo Jiménez, in Les Bonnes Nouvelles de l'Amérique latine, Gallimard, « Du monde entier », 2010  (ISBN 978-2-07-012942-3)